# ベルナト・エチェパレ
ベルナト・エチェパレ（Bernat Etxepare, [berˈnart eˈtʃepaɾe], 1470年から1480年代半ば頃 – 没年不詳）は、ナバーラ王国領バハ・ナバーラのドニバネ・ガラシ（サン＝ジャン＝ピエ＝ド＝ポル）近郊に生まれ、16世紀前半にバスク地方で活動した司祭・著作家（詩人）。1545年、「バスク語よ、世界に出でよ」という言葉とともに、バスク語で書かれた書籍を初めて出版した人物として知られる。

## 名前
彼はナバーラ王国領に生まれたが、居住地は彼の存命中にフランス王国の支配下に入った。バスク語での名はBernat（ベルナト）またはBenãt（ベニャト）であり、フランス語でBernard（ベルナール）と表記されることもある。現代バスク語での姓はEtxepare（エチェパレ）だが、バスク語でDetxepare（デチェパレ）、スペイン語でDechepare（デチェパレ）と表記することもあり、いずれもフランス語のD’echepareに基づく綴りである。彼自身はBernat Dechepareという表記を使用した。『バスク初文集』だけを見ても、タイトルとともに記されたBernard[um] Dechepare（ベルナルド・デチェパレ）、序文に記されたbernard echepare[coac]（ベルナール・エチェパレ）、作品中の詩におけるBernat echapare[re]（ベルナト・エチャパレ）と3種類の表記が混在している。これらの理由により、ベルナト・エチェパレ、ベルナト・デチェパレなど、日本語表記も定まっていない。一般的にバスク語のEtxeは「家」を、-pareは「組」「対」を表すが、エチェパレの姓はEtxekopareまたはEtxegapare「高位の家」から派生したとされている。

## 生涯

### 聖職者として
エチェパレの生涯についてはとても僅かな情報しか残っていない。エチェパレは1470年から1480年代半ば頃、ナバーラ王国の領土だったバス＝ナヴァール地方のドニバネ・ガラシ（フランス語名はサン＝ジャン＝ピエ＝ド＝ポル）近郊に生まれた。ドゥスナリツェ＝サラスケタ（ビュシュナリツ＝サラスケット : 仏語版）に生まれたとするのが定説であり、ドゥスナリツェ＝サラスケタにはエチェパレの生家とされる建物（エチェパリア農家）が残っている。1453年の百年戦争終結後には近隣のラブール地方とスール地方がフランス王国に併合されており、1515年にはナバーラ王国がカスティーリャ王国の支配下に入ったため、バス＝ナヴァール地方はナバーラ王国から分離され、16世紀初頭にはフランス王国の支配下に置かれた。
エチェパレは生涯の大半をドニバネ・ガラシ近郊で過ごした。1511年にはエイヘララレ（サン＝ミシェル :  仏語版）の主任司祭となり、1518年にはカスティーリャ王国に対して宣誓を行った。1520年前後にはドニバネ・ガラシの代理司教となり、1533年にはエイヘララレの主任司祭としてバイオナ（バイヨンヌ）司教区会議の文書に署名した。『-初文集』の中の詩「ベルナト・エチェパレ殿の歌」で、ベアルン地方の刑務所で過ごした時期があることを告白しているが、エチェパレが留置された理由や投獄の事実関係は定かではない。エチェパレはカスティーリャ王国寄りとみなされ、フランス王国との関係改善を模索していたナバーラ国王エンリケ2世（アンリ・ダルブレ）に告発されたとする説がある。しかし、彼の投獄の理由は、道徳的なものではなく政治的なものだったとする説もある。どちらにせよ、エチェパレ自身は『-初文集』の詩の中で無実だったと主張している。

### 『バスク初文集』の出版
ボルドー高等法院の検察官だったベルナール・レヘテはバスク地方出身であり、エチェパレの庇護者を務めていた。エチェパレはレヘテに出版の支援を求め、序文ではレヘテに対する賛辞が捧げられている。当時のバスク地方には一定の規模を持つ印刷工房が存在しなかったため、エチェパレとレヘテはガスコーニュ地方北部の中心都市ボルドーの印刷工であるフランソワ・モルパンに刊行を依頼し、1545年に詩集『バスク初文集』（ラテン語 : Linguæ Vasconum Primitiæ, 直訳すると「バスク語の始まり」）を出版した。表題と印刷工向けの注意書きはラテン語で、テキストはバスク語のバス＝ナヴァール方言で書かれている。フランス語の影響を受けた正書法・韻律・執筆方法は、エチェパレがベルチョラリ（バスクの即興詩歌人）だったことを示唆しているが、『-初文集』が執筆された時期は明らかにされていない。『-初文集』は全52ページ・全1162行の詩の収集物からなり、自然における宗教的な詩、恋愛の詩、牢獄経験などエチェパレの生涯についての詩、バスク語や他の事物の美徳を称賛する詩などが含まれる。それまでも、他言語の書籍の一部にバスク語の単語が登場したことはあったが、『-初文集』はバスク語で初めて（活版印刷で）出版された書籍であるとされる。なお、エチェパレの死没地や没年月日は記録に残っていない。

## 死後

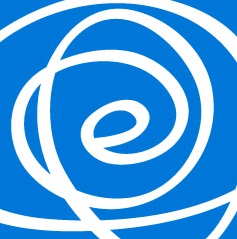
エチェパレ・インスティテュートのロゴ

### バスク語による文学活動
『-初文集』に次いでバスク語で出版された2冊目の書籍は、ヨアネス・レイサラガが1571年にラ・ロシェルで出版した『新約聖書』のバスク語版である。歴史家のロペ・デ・イサスティは、1625年の『ギプスコア史概要』でエチェパレの名前を出しており、詩人のアルノー・オイヘナルトは、1665年の手稿『L´art poétique basque』に『-初文集』の異本が出版されたことを書き残している。バスク地方の知識人にはカトリック教会の聖職者が多く、エチェパレによるバス＝ナヴァール方言や世俗的な愛の表現などが評価を低くした。17世紀半ば以降にはバスク語による文学活動が盛んとなったが、19世紀半ばまではエチェパレに言及する著作家はいなかった。1847年には、ボルドー・アカデミーの機関誌に『-初文集』とそのフランス語訳が掲載され、言語学者や文献学者の注目を集めるようになった。1933年にはスペイン・バスクにおいて、文献学者のフリオ・デ・ウルキホが雑誌『国際バスク研究誌』に『-初文集』の複製を掲載した。言語学者のルネ・ラフォン(仏語版)や作家のジル・ライヒャー(仏語版)は、協同で『-初文集』の研究作業を行った。1930年代後半にはスペイン・バスクがスペイン内戦に巻き込まれ、その後は数十年間に渡ってフランシスコ・フランコ独裁政権によるバスク語抑圧政策が行われた。

### 20世紀後半の再評価
フランコ独裁政権末期の1960年代半ば以降には、バスク語の復権に向けた社会運動がバスク地方で盛り上がりを見せ、1968年にはギプスコア県サン・セバスティアンで、エウスカルツァインディア（バスク語アカデミー）がスペイン語訳・フランス語訳を添えた『-初文集』を一般向けに刊行した。1974年、弾き語り詩人のシャビエル・レテ(英語版)は「コントラパス」にメロディーを付けた。1977年にはバンドのオシュコリ(西語版)が『ベルナト・エチェパレ殿1545』というタイトルのレコードを発表し、レテやオシュコリの音楽はバスク地方の民衆に受容された。1995年、エウスカルツァインディアは『-初文集』出版450周年を記念して、原典の転載・バスク語転記・スペイン語・英語・フランス語・ドイツ語・イタリア語による翻訳を一冊にまとめて出版した。1997年には『-初文集』のアルメニア語版が出版され、2013年にはガリシア語、カタルーニャ語、ルーマニア語、中国語、ケチュア語、アラビア語への翻訳が行われた。2014年11月には平凡社が『-初文集』の日本語訳を刊行し、さらにはアイヌ語などバスク語に似た少数言語への翻訳も予定されている。
今日、エチェパレの名はバスク地方の通り、学校、団体などに冠されており、バスク語文学を取り上げるテレビ番組には『-初文集』の中の詩「サウトゥレラ」の名が冠されている。2007年にはバスク自治州政府が主導して、バスク語とバスク文化の対外普及を目的とするエチェパレ・インスティテュート（エチェパレ・バスク院）(西語版)が発足した。スペインのセルバンテス文化センター、カタルーニャ語圏のインスティトゥット・ラモン・リュイ、フランスのアリアンス・フランセーズ、イギリスのブリティッシュ・カウンシル、ドイツのゲーテ・インスティテュート、中国の孔子学院、韓国の世宗学堂などと同様に、その国の言語や文化を対外的に普及させる活動を担っている。2007年にバスク州議会で承認されて設置法が発布され、2011-12年度には世界各国の33大学でバスク語やバスク文化の講座が開講された。エチェパレ・インスティテュートは、セルバンテス文化センター、インスティトゥット・ラモン・リュイと連携協力を行っている。

## 『バスク初文集』

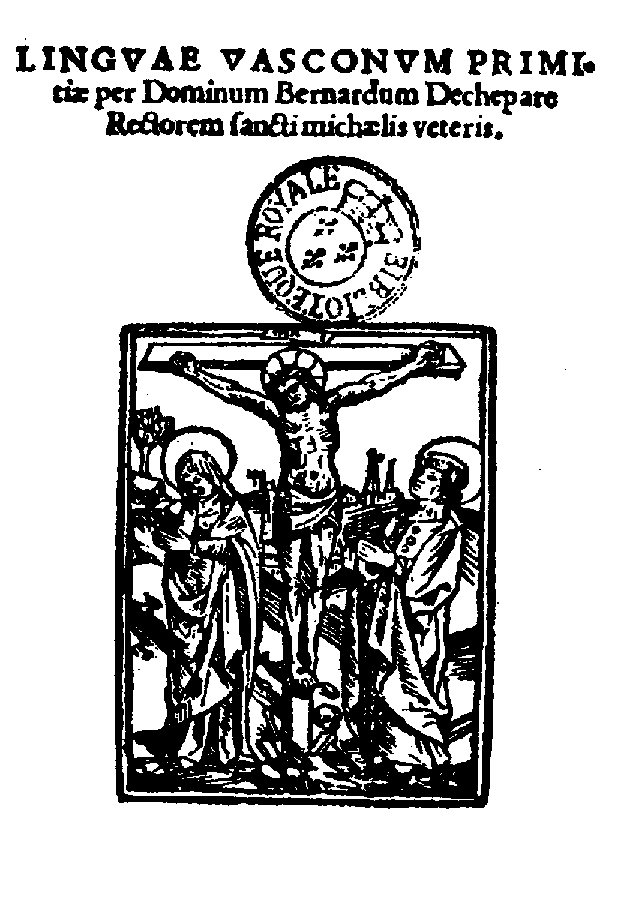
『バスク初文集』の表紙

『-初文集』の原本はパリ国立図書館に1冊が収蔵されているのみであり、パリ国立図書館は電子図書館ガリカでデジタルデータを公開している。『-初文集』の原典は28枚、56ページからなる。縦172mm×横119mmで新書版に近く、背表紙の厚さは9mmである。表紙・背表紙・裏表紙には茶色の牛革の装丁がなされ、天地と小口には金箔が貼られた形跡が残っている。この1冊はナバーラ王室の書庫に収められ、18世紀中頃にフランス王立図書館（フランス国立図書館の前身）に収蔵された。

### 章構成
日本語訳は萩尾ほか訳(2014)による。
- Foreword（序文）

1. Doctrina Christiana 「キリスト教の教え」
2. Hamar manamenduyak 「十戒」
3. Iudicio generala 「最後の審判」
4. Orazionia「祈り」
5. Amorosen gaztiguya 「恋人たちへの訓え」
6. Emazten favore 「女に対する庇護」
7. Ezconduyen coplac 「夫婦の詩」
8. Amoros secretuguidena 「密かに恋をする者」
9. Amorosen partizia 「恋人たちの別れ」
10. Amoros gelosia 「妬み深い恋人」
11. Potaren galdacia 「口づけを求めて」
12. Amorez errequericia 「求愛」
13. Amorosen disputa 「恋人たちの諍い」
14. Ordu gayçarequi horrat zazquiçat「凶運とともに立ち去りなさい」
15. Amore gogorren despira 「かたくなな恋人の仕打ち」
16. Mossen Bernat echaparere cantuya 「ベルナト・エチェパレ殿の歌」
17. Contrapas「コントラパス」
18. Sautrela「サウトゥレラ」

- Extraict des regestes de Parlement（高等法院記録簿冊からの抜粋）

### コントラパス（バスク語称揚の詩）
以下の文章は『-初文集』内のコントラパス（歩合わせ、バスク語称揚の詩）であり、エチェパレがバスク語への希望を表現した詩である。エチェパレは、自身の作品を印刷したバスク初の作家が自分自身であると説明し、バスク語（エウシカラ）に対して「出でよ」「より広まれ」と呼びかけている。
| 原典                                                                                      | 標準バスク語訳                                                                            | 英語訳                                                                                                  | 日本語訳 |
| ----------------------------------------------------------------------------------------- | ----------------------------------------------------------------------------------------- | --- | --- |
| Heuscara ialgui adi cãpora.                                                               | Euskara jalgi hadi kanpora.                                                               | Basque, go outside.                                                                                     | バスク語よ、おもてへ出でよ                                                                                                  |
| Garacico herria Benedicadadila Heuscarari emandio Beharduyen thornuya.                    | Garaziko herria benedika dadila Euskarari eman dio behar duen tornuia.                    | The town of Saint-Jean-Pied-de-Port be blessed for having given to Basque its befitting rank.           | ガラシのくにが どうか祝福されんことを バスク語が必要としている 地位を与えたのだから                                         |
| Heuscara ialgui adi plaçara.                                                              | Euskara jalgi hadi plazara.                                                               | Basque, go out into the square.                                                                         | バスク語よ、広場に出でよ |
| Berce gendec usteçuten Ecin scribaçayteyen Oray dute phorogatu Euganatu cirela.           | Bertze jendek uste zuten ezin skriba zaiteien orain dute frogatu enganatu zirela.         | Other deemed it impossible to write in Basque now they have proof that they were mistaken.              | ほかの誰もが思っていた バスク語で書くことなどできないと しかし今や証明された 彼らが間違っていたことが                       |
| Heuscara ialgui adi mundura.                                                              | Euskara jalgi hadi mundura.                                                               | Basque, go out into the world.                                                                          | バスク語よ、世界に出でよ |
| Lengoagetan ohi inçan Estimatze gutitan Oray aldiz hic beharduc Ohori orotan.             | Lengoajetan ohi hintzen estimatze gutxitan orain aldiz hik behar duk ohore orotan.        | Amongst the tongues in little esteem (you were) now however, which you deserve honoured amongst all.    | 数ある言葉の中でもお前はこれまで 少しも重視されてこなかった しかし今こそおまえは まったき栄誉を必要としている               |
| Heuscara habil mundu gucira.                                                              | Euskara habil mundu guztira.                                                              | Basque, walk the world at large.                                                                        | バスク語よ、全世界を闊歩せよ                                                                                                |
| Berceac oroc içan dira Bere goihen gradora Oray hura iganenda Berce ororen gaynera.       | Bertzeak orok izan dira bere goihen gradora orain hura iganen da bertze ororen gainera.   | The others all have ascended to their splendour now it (Basque) shall ascend above them all.            | バスク語以外のあらゆる言語が バスク語よりも高位に君臨していた いまことバスク語が あらゆる言語の上に君臨するだろう           |
| Heuscara                                                                                  | Euskara                                                                                   | Basque                                                                                                  | バスク語よ |
| Bascoac oroc preciatz? Heuscaraez iaquin harr? Oroc iccassiren dute Oray cerden heuscara. | Baskoak orok prezatzen Euskara ez jakin arren orok ikasiren dute orain zer den Euskara.   | All praise the Basques though not knowing the Basque language now they shall learn what Basque is like. | バスク人皆がバスク語を尊重している バスク語ができないとしても 今から皆が学ぶことになるだろう バスク語が何たる言語であるかを |
| Heuscara                                                                                  | Euskara                                                                                   | Basque                                                                                                  | バスク語よ |
| Oray dano egon bahiz Imprimitu bagueric Hiengoitic ebiliren Mundu gucietaric.             | Oraindano egon bahaiz inprimatu bagerik hi engoitik ibiliren mundu guztietarik.           | If you have until now were without printing you now shall travel throughout the world.                  | これまでお前は 印刷されたことがなかったが 今からお前は 全世界を闊歩することだろう                                           |
| Heuscara                                                                                  | Euskara                                                                                   | Basque                                                                                                  | バスク語よ |
| Eceyn erelengoageric Ez francesa ez berceric Oray eztaerideyten Heuscararen pareric.      | Ezein ere lengoajerik ez frantzesa ez bertzerik orain ez da erideiten Euskararen parerik. | There is no other language neither French nor another that now compares to Basque.                      | フランス語であれそのほかの言語であれ 今では見出せないだろう バスク語に肩を並べるような いかなる言語も                       |
| Heuscara ialgui adi dançara.                                                              | Euskara jalgi hadi dantzara.                                                              | Basque, go to the dance.                                                                                | バスク語よ、踊りに出でよ |